# Coniophanes alvarezi
Coniophanes alvarezi (чіапаська безсмуга змія) — вид змій родини полозових (Colubridae). Ендемік Мексики. Вид названий на честь мексиканського натураліста Мігеля Альвареса дель Торо.

## Поширення і екологія
Чіапаські безсмугі змії мешкають в горах Чіапаського нагір'я в мексиканському штаті Чіапас та на крайньому заході Чіапаса. Вони живуть в сосново-дубових лісах з великою кількість епіфітів, трапляються на узліссях. Зустрічаються на висоті від 2012 до 2134 м над рівнем моря.